# Weltzeituhr (Weimar)

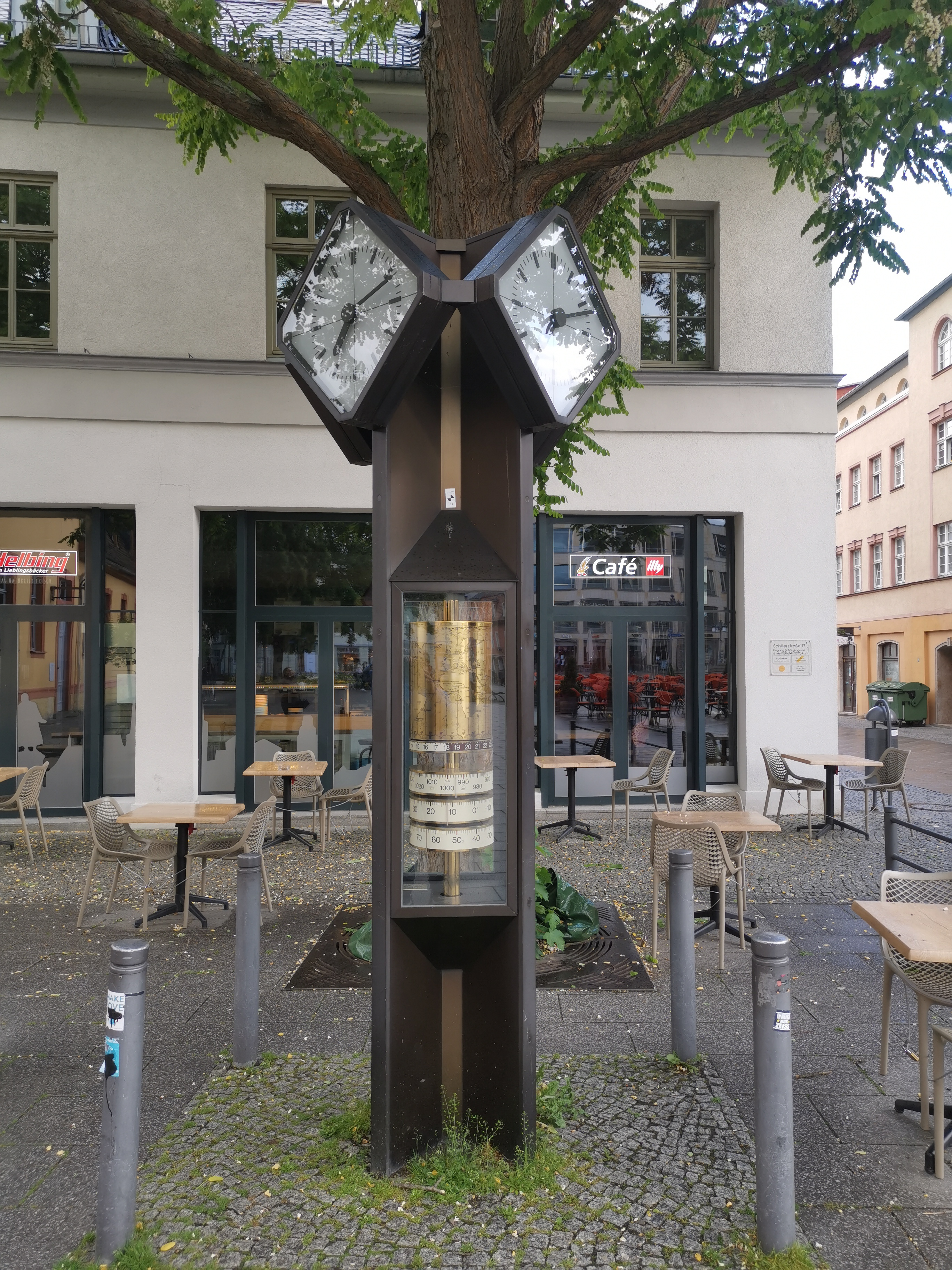
Weltzeituhr in der Schillerstraße

In der Schillerstraße in Weimar kurz vor der Kreuzung zur Schützengasse befindet sich die dortige Weltzeituhr.
Außer den vier Uhren an der Stele aus Glas und Metall ist auch eine Wetterwarte installiert, die den Passanten Luftdruck, Luftfeuchtigkeit und Lufttemperatur anzeigt. Die Weltzeituhr wurde Oktober 1986 dort aufgestellt. Sie ist ein Werk des Formgestalters Hendryk Spanier vom VEB Uhrenwerk Weimar. Die Weimarer Weltzeituhr entstand in einer „uhrarmen Zeit“. Sie verdankt ihre Entstehung einer Begehung Weimars durch SED-Funktionäre, die einen Mangel an Uhren an öffentlichen Stellen in der Stadt ausmachten. Im Juli 1985 erfolgte der offizielle Auftrag für Entwurfsarbeiten vom Oberbürgermeister an den VEB Uhrenwerk Weimar. Für den Bau wurden 100.000 DDR-Mark aufgewandt. So entstand ein Unikat und technisches Denkmal.